# Monteverde (equip ciclista)
L'equip Monteverde va ser un equip ciclista espanyol que competí professionalment entre 1973 i 1975.

## Principals resultats
- Clàssica als Ports de Guadarrama: Ventura Díaz Arrey (1973)
- Volta a Cantàbria: Andrés Gandarias (1975)

### A les grans voltes
- Volta a Espanya
  - 3 participacions (1973, 1974, 1975)
  - 3 victòries d'etapa:
    - 1 el 1973: Juan Manuel Santisteban
    - 1 el 1974: Manuel Antonio García
    - 1 el 1975: Jesús Manzaneque

  - 0 classificació final:
  - 0 classificacions secundàries:

- Tour de França
  - 0 participacions

- Giro d'Itàlia
  - 0 participacions